# 南国交通川内営業所

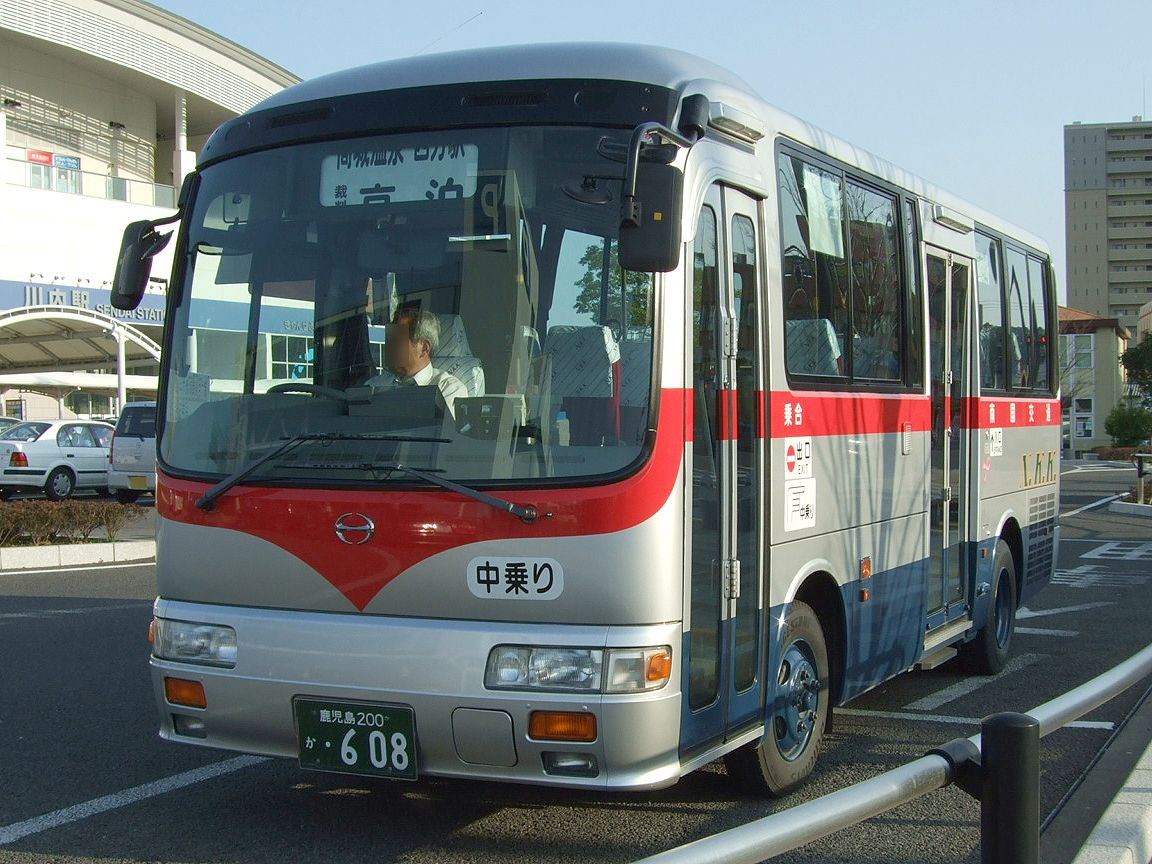
川内営業所所属車両

南国交通川内営業所（なんごくこうつうせんだいえいぎょうしょ）は、鹿児島県薩摩川内市川永野町6576番地3にあり、川内 - 鹿児島空港間の「鹿児島空港連絡バス「エアポートシャトル」」、薩摩川内市コミュニティバス「くるくるバス(市街地循環線東回りを除く全線)・市内横断シャトルバス(東郷・祁答院コース)・川内港シャトルバス・串木野新港線・祁答院バス」、川薩地区(薩摩川内市・薩摩郡さつま町)および阿久根市の一部における一般路線などを担当する南国交通の営業所。

## 現行路線

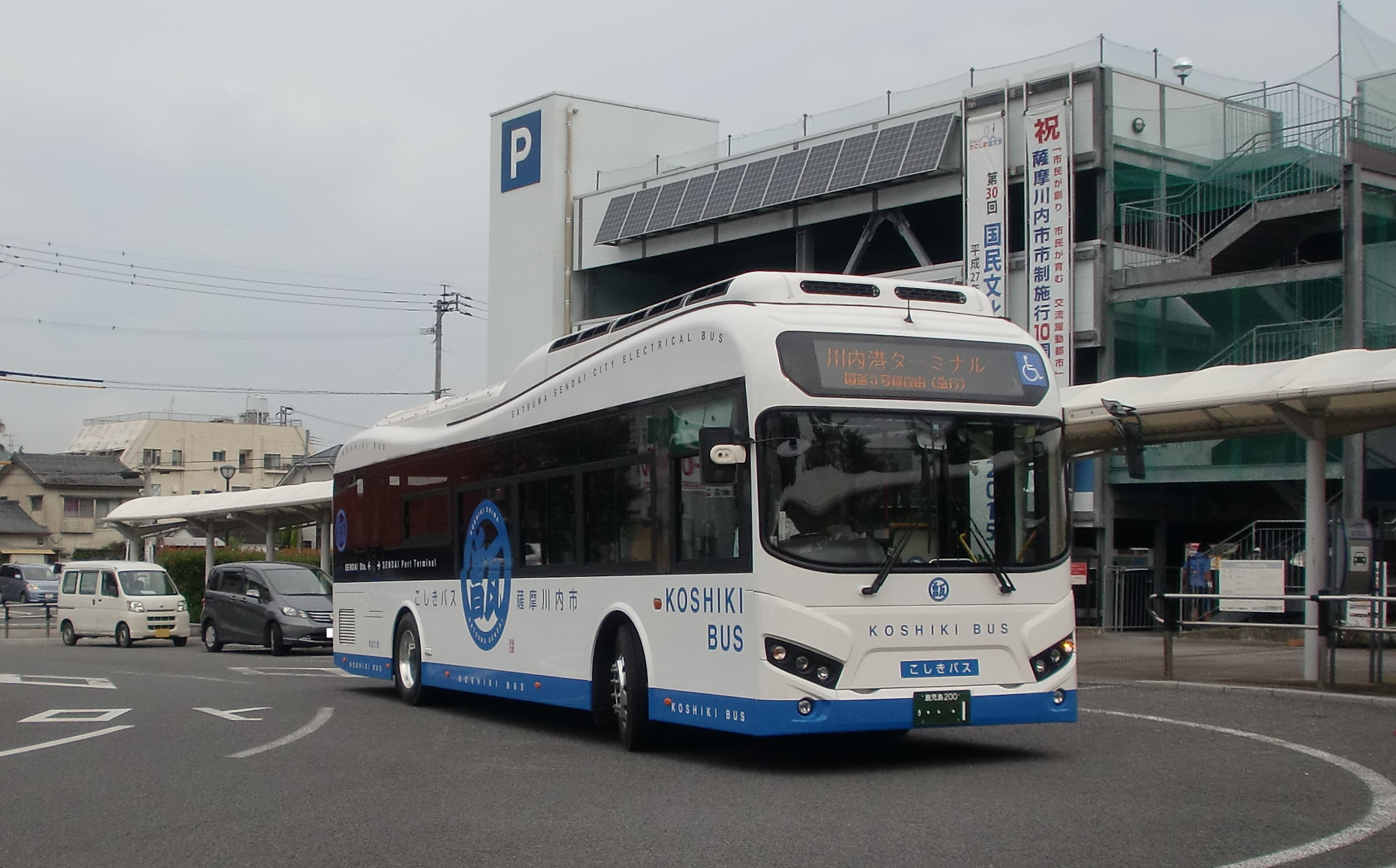
川内港シャトルバスとして運用される電気バス

川内・入来 - 鹿児島空港間の鹿児島空港連絡バス「エアポートシャトル」については、エアポートシャトルを参照。薩摩川内市コミュニティバスについては、薩摩川内市コミュニティバスを参照。
主要路線
- 車庫前 - 川内駅 - 大小路 - 上川内 - 西方駅前 - 阿久根駅前 - 阿久根新港
- 車庫前 - 大小路 - 前向 - 京泊 - 川内漁協前 - 川内港ターミナル
- 車庫前 - 勝目団地
- 車庫前 - 山田馬場 - 川内駅 - 大小路 - 五代住宅前 - 上川内 - 川内駅 - 山田馬場 - 百次 - 市比野

川内・入来 - 鹿児島空港「鹿児島空港連絡バス「エアポートシャトル」」
【運行ルート】
鹿児島空港 - 蒲生 - 入来 - 市比野 - 川内駅 - 京セラ川内
【共同運行事業者】
- 鹿児島交通川内営業所

薩摩川内市コミュニティバス
南国交通発祥の地、薩摩川内市で運行する薩摩川内市コミュニティバスの市街地循環線の西回り、南部循環線(青山・勝目コース/天辰・永利コース)、高江・土川線、湯田・西方循環線、城上・吉川循環線、市内横断シャトルバス、川内港シャトルバス、串木野新港線、祁答院地域（愛称「祁答院バス」/3路線）の計13路線の委託運行をしている。
市街地循環線、南部循環線(青山・勝目コース/天辰・永利コース)、湯田・西方循環線、城上・吉川循環線、高江・土川線の6路線については、6路線共通の愛称として「くるくるバス」と命名されている。
薩摩川内市甑島コミュニティバス
2012年4月1日から薩摩川内市営バスに代わって運行を開始、運行委託を行なっている。

## 車両
路線タイプについては中型車・小型車が主である。かつては前後ドアのいすゞジャーニーKや日野・レインボーRJのツーステップ車が主力であったが、それらは全て置き換えられた。現在では中型車は日野レインボーと三菱ふそう・エアロミディのワンステップ車が主力として使われている。小型車は日野リエッセが狭隘路線やコミュニティー系統で重宝されている。

## 車庫
高城温泉、上宇都川路、祁答院、市比野に車庫がある。
また、甑島には上甑と下甑にコミュニティバスのための事業所がある。